# Cseresznyéskert
A Cseresznyéskert, illetve szó szerint Meggyeskert (orosz nyelven: Вишнёвый сад [Visnyóvij szad]) Anton Pavlovics Csehov komédiája négy felvonásban, az író egyik legismertebb és sorrendben utolsó színműve (1904). Először Tóth Árpád fordította magyarra. Önálló kötetben először 1950-ben jelent meg a Csehov drámai művei című kötetben a Franklin-társulatnál.
Érdemes megjegyezni, hogy az orosz eredetiben meggyre utalnak (ezt pl. a lekvárfőzésre való hivatkozásból lehet tudni), de az első magyar fordítás a német változat alapján készült (akkoriban kevesen tudtak oroszul), ahol a kettő egybeesik, és a jó hangzás miatt is maradtak a cseresznyénél (Kosztolányi javaslatára). Egyes színházak, társulatok (pl. Örkény Színház, MU Színház, Kecskeméti Katona József Színház) már Meggyeskert néven játsszák ezt a darabot, Spiró György is e címmel publikálta fordítását, esetleg más módon kerülik az eredeti címet (pl. Orosz lekvár, ill. a cirill betűs cím használata).

## Keletkezése, bemutatója
Az 1880-as – 1890-es évek orosz újságai gyakran adtak hírt nemesi birtokok árveréséről, Csehov ismeretségi körében is voltak ilyen esetek. A Cseresznyéskert alapszituációjához hasonló helyzetet gyerekkorában ő maga is átélte: amikor kereskedő-apja eladósodott, a család barátja megígérte, hogy nem engedi a házukat elárverezni és kifizeti az adósságot. Később olcsón mégis ő vette meg a házat, és a fiatal Anton Csehov továbbra is nála lakott.
A mű alapötlete valószínűleg 1901 tavaszán, a Három nővér színpadi sikerei idején született, legalábbis Csehov ekkor közölte először egy levélben, hogy a moszkvai Művész Színház számára komédiát készül írni, de azt 1903 előtt nem várják tőle. A Cseresznyéskert címről először 1902-ben tett említést.
A komédiát a Művész Színház mutatta be először 1904. január 17-én Moszkvában, majd április 1-jén a fővárosban, Szentpéterváron. Ugyanabban az évben jelent meg a darab nyomtatásban. Magyarországi ősbemutatóját húsz évvel később, 1924. szeptember 13-án tartották a Vígszínházban, szövegét Tóth Árpád fordította magyarra.

## Szereplő személyek
- Ranyevszkaja, Ljubov Andrejevna, földbirtokosnő
- Ánya, a leánya, 17 éves
- Varja, a fogadott leánya, 24 éves
- Gajev, Leonyid Andrejevics, Ranyevszkaja bátyja
- Lopahin, Jermolaj Alekszejevics, kereskedő
- Trofimov, Pjotr Szergejevics, diák
- Szimeonov-Piscsik, Borisz Boriszovics, földbirtokos
- Sarlotta Ivanovna, nevelőnő
- Jepihodov, Szemjon Pantyelejevics, könyvelő
- Dunyasa, szobalány
- Firsz, inas, 87 éves öregember
- Jasa, fiatal inas
- Vándor

## A cselekmény vázlata
A cselekmény Ranyevszkaja birtokán játszódik.

### Első felvonás
A helyszín a „gyerekszoba” Ljubov Andrejevna Ranyevszkaja földbirtokosnő udvarházában. Május, a kertben virágzó gyümölcsfák.
 Ranyevszkaja öt évig élt külföldön, és most Párizsból hazaérkezését várják. Valaha „rosszul” házasodott, nemesember helyett egy ügyvédhez ment férjhez, aki kártyázott, részegeskedett és hat éve meghalt. Egy hónappal később kisfiuk a folyóba fulladt, és  Ranyevszkaja fájdalmában külföldre menekült. Új szeretője oda is követte, de miután az asszonyt minden pénzéből kiforgatta, otthagyta őt. Álmodozásra hajlamos leánya, Ánya elutazott Párizsba, hogy hazahozza anyját felejteni.
A szolgálólánnyal együtt Lopahin várja őket, akinek apja még a család jobbágya volt, de ő, az egykori parasztfiú már újgazdag kereskedő. Itt van Varja is, a 24 éves fogadott leány, aki most a gazdaasszony szerepét tölti be a házban; azt beszélik, Lopahin felesége lesz. Jepihodov, a csetlő-botló könyvelő is szerelmes, a szobalányt készül elvenni.
Öt év után hazaérkezve Ranyevszkaja megindultan tapasztalja, hogy otthonában minden a régi. Gajev, a régi vágású, élhetetlen bátyja biliárdozásban és céltalan fecsegésben leli kedvét. Nem változott Firsz, a nagyothalló vén inas sem. Petya Trofimov, az elhunyt kisfiú egykori házitanítója megöregedett ugyan, mégis „örökös diák” maradt. Lopahin bejelentése, hogy a birtokot és a cseresznyéskertet augusztus 22-én elárverezik, ha addig nem fizetik meg a felhalmozott adósságot, senkit nem lep meg. Megoldási javaslata annál inkább: a cseresznyéskert kivágásával, a birtok felparcellázásával és a nyaralótelkek bérbeadásával a helyzet megmenthető. A kormányzóság legszebb cseresznyéskertjének kivágásáról Ranyevszkaja és testvére persze hallani sem akar, nem is veszik komolyan.

### Második felvonás
A színhely mezőn, a háttérben romos kápolna és egy város körvonalai. Sarlotta, a nevelőnő a magányról, homályos származásáról beszél. Közben Jepihodov tétován közeledni próbál Dunyasa szobalányhoz, de az a gátlástalan Jasa inas karjaiba szalad.
Megérkezik az úri társaság a városból, ahol ebédelni voltak. Lopahin újra és újra igyekszik rábeszélni a két testvért a birtok felparcellázására, Ranyevszkaja pedig Lopahint biztatja, hogy vegye feleségül „a mi Varjánkat”. Gajev irreális terveket sző a birtok megmentésére, Ranyevszkaja számolatlanul szórja a pénzt. Hogy az élet könnyelmű rendje nem változik a házban, az csak a gazdaasszony Varját tölti el kétségbeeséssel. Petya Trofimov, az „örökös diák” egyre lelkesültebben magyarázza Ányának, hogy változtatni kell az életen, és hogy el kell hagynia ezt a házat.

### Harmadik felvonás
Az időpont augusztus 22., este. Mialatt a városban árverezik a birtokot, az ősi kúrián estélyt rendeznek. Egy gazdag rokon pénzt adott, hogy Gajev az ő nevére vásárolja meg a birtokot. Ljubov Andrejevna reménykedve várja a híreket. Trofimov igyekszik rábírni, hogy számoljon le az illúziókkal, hiszen az a pénz semmire sem elég, az asszonyt sürgönyökkel Párizsba visszacsábító szerető pedig valójában egy szélhámos. Ranyevszkaja bevallja, hogy még mindig szereti azt a férfit, és válaszul Trofimovnak éppen azt veti szemére, hogy naiv gyerek maradt, aki nem tud szerelmes lenni.
Varja is megvallja, hogy tetszik neki Lopahin, de hiába, ha a férfi csak hallgat, vagy tréfával üti el a dolgot. Jepihodov Dunyasát próbálja emlékeztetni adott szavára, a szobalány azonban továbbra is Jasa kegyeit keresi, aki pedig jó szimattal már Párizsba készül. Végül az örömtől mámoros Lopahin állít be a hírrel: ő maga vette meg a birtokot. Ranyevszkaját lesújtja a hír, Varja a derekán hordott kulcscsomót tüntetően a földre hajítja.

### Negyedik felvonás
A birtok nélkül maradt család széthullik; búcsúzkodnak, mindenki elhagyni készül a házat. Gajev banktisztviselői állást kap a közeli városban; gazdag rokonuktól a birtok megmentésére kapott pénzen Ranyevszkaja visszautazik párizsi kedveséhez. Utoljára még megkísérli összehozni Varja és Lopahin házasságát, de kettejük találkozóján a lány reményei ismét meghiúsulnak. A pénztelen Varja egyetlen lehetősége, hogy egy idegen családhoz álljon házvezetőnőnek. Ánya gimnáziumban fog tanulni, utána dolgozni szeretne, hogy otthont teremthessen előbb-utóbb bizonyára hazatérő anyuskájának. Petya Moszkvába utazik, hogy folytassa végre egyetemi tanulmányait. A szomszéd földbirtokos örömmel újságolja, hogy birtokának egy darabját angolok vették bérbe, akik ott „fehér agyagot” találtak. A szintén boldogságtól sugárzó Lopahin tavaszig a városból fogja szervezi a megvásárolt birtok átalakítási munkálatait.
A nehéz búcsú után indulni kell a vasúthoz, a kiürült házat Lopahin kívülről bezárja. Egyszerre Firsz tipeg elő, akiről mindenki azt hitte, hogy már elküldték a kórházba. Kintről fejszék csattogása hallatszik, miközben az öreg inas elhagyatva ledől egy ágyra.

## Értelmezés
Csehov ebben a tragikomédiában sűríti magába a múlt század elején kiütköző dekadens élethangulatot és Oroszország – mivel a cseresznyéskert szimbólumként tekinthető (erre utalás is történik) – jövőképét. A pénz szerepe fel-, míg az emberi kapcsolatok szerepe leértékelődik. Úr és paraszt viszonya meghatározhatatlanná válik. Sarlotta kereken ki is mondja, nem érti, miért él ezen a világon. Lopahin komikus figura, akinek elképzelései azért ütköznek Ljubov Andrejevna terveibe, mert azt hiszi, pénzzel megoldható minden probléma. Trofimov, a közel harmincéves diák szintén tragikomikus, pedig a műveltség szikrája egyedül benne fedezhető fel.  „…micsoda büszkeség az, mi egyáltalán az értelme, ha az emberi test tökéletlen, ha az emberek zöme durva és mélységesen boldogtalan. Ne legyünk úgy elragadtatva magunktól. Inkább csak azzal gondoljunk, hogy dolgozzunk.” – fejtegeti magában komikusan. Az öreg inas, Firsz megőszül a darab végére.

## Újabb szövegkiadások
- Cseresznyéskert. Komédia négy felvonásban; ford. Tóth Árpád, szöveggond., jegyz. Hódy Gyuláné; Nemzeti Tankönyvkiadó, Bp., 2012
- Meggyeskert. Komédia négy felvonásban; ford. Spiró György; Magvető, Bp., 2020 (Színház az egész)